# Jean Marquès-Rivière
Jean-Marie Rivière dicho Jean Marquès-Rivière (31 de julio de 1903-9 de febrero de 2000) fue un escritor, periodista y guionista de cine francés conocido por sus opiniones antimasónicas. Las referencias francesas indican que tuvo un puesto como profesor en la España del general Franco.
Se decía judío y haber pasado un tiempo dentro de la masonería. 

## Vida
Escribió el guion de la película antimasónica de Jean Mamy, Forces occultes ("Fuerzas Ocultas") (1943).

## Obra
- À l'ombre des monastères thibétains, Préface de Maurice Magre, Paris, éditions Victor Attinger, 1930 ; Édition revue et définitive avec une postface de l'auteur, Milano, Archè/Paris, diffusion Dervy-livres, 1981.
- Kalachakra. Initiation tantrique du Dalaï-Lama, Robert Laffont, Paris, 1985[1][2]
- Les Dangers des plans magiques, Paris, Bibliothèque Chacornac, 1931. Extrait de la Revue Le Voile d'Isis.
- L'URSS dans le monde, préface de Georges Viance, Paris, Payot, « Collection d'études, de documents et de témoignages pour servir à l'histoire de notre temps », 1935.
- La Chine dans le monde. La Révolution chinoise de 1912 à 1935, préface du R.P. Joseph de Reviers de Mauny, Paris : Payot, « Collection d'études, de documents et de témoignages pour servir à l'histoire de notre temps », 1935
- Histoire des doctrines ésotériques, Paris, Payot, « Aux confins de la science », 1940 ; rééd. 1971.
- et William Henry, Les « Grands secrets » de la Franc-maçonnerie, Paris, Baudinière, [1937].
- Amulettes, talismans et pantacles dans les traditions orientales et occidentales, Préface de Paul Masson-Oursel, Paris, Payot, 1938.
- Exposition: Le Juif et la France au Palais Berlitz, Préface de P. Lézine, Paris, Institut d'études des questions juives, (s. d.) [1941].
- Exposition maçonnique de Rouen. Guide du visiteur, 1941.
- Comment la France fait la Révolution, Paris, 1938
- Histoire de la Franc-Maçonnerie française, Paris, 1941.
- L'Organisation secrète de la Franc- Maçonnerie, Paris, 1936.
- Les Rituels secrets de la Franc-Maçonnerie, Paris, 1941.
- Sainte Upanisad de la Bhagavad Gita. Introduction, commentaire et texte trad. du sanskrit, Archè, Milano, 1979.
- La Trahison spirituelle de la Franc-Maçonnerie, Ed. des Portiques, Paris, 1931.